# Белёвские-Жуковские
Белёвские-Жуковские – русский графский угасший род. 
Происходит от Алексея Алексеевича Белёвского, сына великого князя Алексея Александровича и Александры Васильевны Жуковской.
По одним данным, А.А. Белёвский был внебрачным сыном, по другим, великий князь Алексей Александрович и А.В. Жуковская состояли в тайном браке, однако брак не был разрешён императором, и расторгнут Синодом.

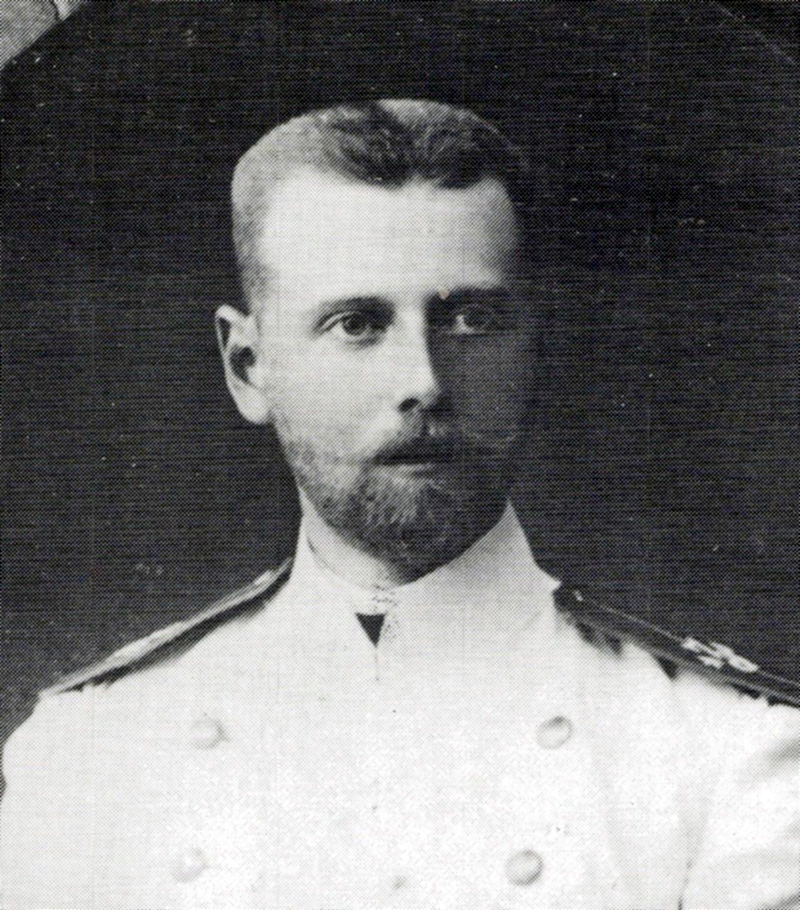
Родоначальник графов Белёвских-Жуковских граф Алексей Алексеевич Белёвский-Жуковский

## Бароны Седжиано
А.В. Жуковская и её сын первоначально, с 24 марта 1875 года, носили сан-маринский титул баронов Седжиано (Seggiano) (по коммуне Седжано (итал. Seggiano) в Тоскане), по приобретённому для них Алексеем Александровичем поместью в Италии.

## Графы Белёвские
Именным Высочайшим указом от 21 марта 1884 года барон Алексей Седжиано был возведён с нисходящим его потомством, в графское Российской Империи достоинство, с присвоением ему отчества Алексеевич и фамилией Белёвский (Белёвский уезд Тульской губернии был родиной его деда — В. А. Жуковского).

## Графы Белёвские-Жуковские
Именным Высочайшим указом от 9 января 1913 года графу Алексею Алексеевичу Белёвскому дозволено, за пресечением рода Жуковских, принять фамилию деда его, по матери, тайного советника Василия Андреевича Жуковского, и именоваться впредь, графом Белёвским-Жуковским, с тем, чтобы соединённая фамилия эта переходила только к старшему в роде из его потомков.
Несмотря на это, в большинстве источников всё потомство графа А.А. Белёвского-Жуковского указывается с титулом графов Белёвских-Жуковских.

## Нисходящая родословная графов Белёвских-Жуковских
- Граф Алексей Алексеевич Белёвский, с 9 января 1913 года 1-й граф Белёвский-Жуковский (род. 26.11.1871, Зальцбург, Австрия уб. 1930/32, Тифлис). Жёны: 1. (15.08.1894, Ильинское – развод в 1904 году) княжна Мария Петровна Трубецкая (род. 01.06.1870, Царское Село ум. 20.03.1954, Нёйи-сюр-Сен, Франция), дочь князя Петра Никитича Трубецкого и Елизаветы Эсперовны, урождённой княжны Белосельской-Белозерской; 2. баронесса Наталья Владимировна Шёпинг (Hamme dit Schöppink) (род. 1888 ум. 1965).
  - Графиня Елизавета Алексеевна Белёвская (род. 26.08/07.09.1896, Москва ум. 30.07.1975, Принстон, США). Мужья: 1. (янв. 1917, Москва) Пётр Дмитриевич Перевощиков (впоследствии носил фамилию Гика-Перевощиков) (род. 08.03.1872, Москва ум. 28.06.1937, Флоренция) (двое детей); 2. (июль 1939, Франция) Артур Сергеевич Лурье (род. 14.05.1892, Санкт-Петербург ум. 13.11.1966, Принстон) (без потомства).
  - Графиня Александра Алексеевна Белёвская (род. 19.02/02.03.1899, Москва ум. 1995). Мужья: 1. (09.09.1925, Берлин – разв. 1950) Генрих Лепп (род. 10.02.1897 (или 1896, Александровск) ум. 25.05.1955 Аннес-э-Больё, Дордонь, Франция); 2. (20.11.1956, Нью-Йорк) Георгий Иванович Флевицкий (род. 1904, Санкт-Петербург ум. 11.05.1960, Нью-Йорк). Без потомства в обоих браках.
  - Графиня Мария Алексеевна Белёвская (род. 26.10.1901, Москва ум. 18.08.1996, Кормей-ан-Паризи, Франция). Мужья: 1. (17.09.1922, Берлин) Владимир Сергеевич Свербеев (род. 05.11.1892, Ялта ум. 03.01.1951, Нёйи-сюр-Сен, Франция), сын Сергея Николаевича Свербеева и Анны Васильевны, урожд. Безобразовой (один ребёнок); 2. (28.10.1959, Нью-Йорк) Владимир Александрович Янушевский (род. 09.06.1897, Санкт-Петербург ум. 13.02.1970, Париж) (без потомства)
  - Граф Сергей Алексеевич Белёвский, после смерти отца 2-й Граф Белёвский-Жуковский (род. 08.02.1904, Москва ум. 27.11.1956, Лос-Анджелес). Жена: (26.01.1926, Париж) Нина Сергеевна Боткина (род. 06/19.05.1901, Берн ум. 16.10.1966, Веве (по другим данным, Лозанна), Швейцария), дочь Сергея Дмитриевича Боткина (1860–1945) и Нины Евгеньевны, урожд. Буцовой (род. 1875 ум. ?).
    - Графиня Елена Сергеевна Белёвская (род. 31.08.1929, Париж ум. 19.04.2021). Последняя представительница рода. Мужья: 1. (17.11.1949, Париж – развод 16.01.1956, Париж) Николай Алексеевич Можайский (род. 17.08.1928, Париж), сын Алексея Николаевича Можайского (1898 – 1992) и Ольги Михайловны, урожд. Веригиной (род. 1903 ум. 1998) (один сын); 2. (09.07.1956, Париж) граф Кирилл Михайлович Нирот (род. 14.04.1930, Булонь-Бийанкур, Франция), сын графа Михаила Фёдоровича Нирота (род. 25.11.1899 ум. 28.02.1944) и Екатерины Петровны, урожд. графини Клейнмихель (род. 01.03.1903 ум. 19.04.1985) (сын и дочь).

## Описание герба
В лазуревом щите золотой лев с червлёными глазами и языком держит левой лапой золотой ячменный сноп с выходящим из него червлёным пламенем. Над щитом графская корона и три графских коронованных шлема. Нашлемники: среднего шлема — взлетающий чёрный двуглавый Российский орел без гербов на груди и крыльях; правого — встающий золотой лев с червлёными глазами и языком, держащий правой лапой золотой горящий ячменный сноп; левого — три серебряных павлиньих пера. Намёты: среднего — чёрный, подложенный золотом; правого и левого — лазуревый, подложенный золотом. Щитодержатели: два золотых льва с червлёными глазами и языками.
Герба графов Белёвских-Жуковских в Общем гербовнике нет.